# Вулиця Валер'яна Підмогильного
Вулиця Валер'яна Підмогильного — вулиця в Голосіївському районі міста Києва, масив Теремки. Пролягає від вулиці Архітектора Дяченка до проспекту Академіка Глушкова.

## Історія
Виникла наприкінці 2010-х під проєктною назвою вулиця Проєктна 13110. Назва — на честь українського письменника, перекладача Валер'яна Підмогильного — з 2019 року.